# Jonathan M. Shiff
Jonathan M. Shiff er en australsk tv-producent af programmer for børn. Før han i 1988 grundlagde sit produktionsselskab Jonathan M. Shiff Produktions, var han aktiv som advokat. Hans programmer fokuserer på børn og familier, og udsendes i 130 lande. Han har bl.a. produceret tv-serien Alien surfer girls.

## Filmografi
- Ocean Girl: A New Generation (2014–)
- Reef Doctors (2013)
- Mako: Island of Secrets (2013–i dag)
- Lightning Point (2012)
- The Elephant Princess (2008-2011)
- Pirate Islands: The Lost Treasure of Fiji (2007)
- H2O: Bare Tilsæt Vand (2006-2010)
- Wicked Science (2004-2006)
- Scooter: Secret Agent (2005)
- Pirate Islands (2003)
- Horace & Tina (2001)
- Cybergirl (2001-2002)
- The New Adventures of Ocean Girl (2000)
- Thunderstone (1999-2000)
- Ocean Girl (1994-1998)
- The Adventures of Blinky Bill (1992-1995)
- Kelly (1991)
- My Zoo (1998-1999)
- Search for the World's Most Secret Animals (1989-1999)

## Eksterne links
- Officiel hjemmeside
- Jonathan M. Shiff på Internet Movie Database (engelsk)
- Jonathan M. Shiff Productions's kanal på YouTube
- X-bruger: @ufojmsp
- Jonathan M. Shiff Produktion på Internet Movie Database (engelsk)
- Jonathan M. Shiff Produktioner - den Officielle hjemmeside (engelsk)